# Cyclosorus kumaunicus
Cyclosorus kumaunicus är en kärrbräkenväxtart som beskrevs av Holtt. Cyclosorus kumaunicus ingår i släktet Cyclosorus och familjen Thelypteridaceae. Inga underarter finns listade.